# Bình Tân, Kiến Tường
Bình Tân là một xã thuộc thị xã Kiến Tường, tỉnh Long An, Việt Nam.

## Địa lý
Bình Tân là một xã biên giới nằm ở phía tây bắc thị xã Kiến Tường, có vị trí địa lý:
- Phía đông giáp xã Bình Hiệp
- Phía tây giáp huyện Vĩnh Hưng
- Phía nam giáp xã Tuyên Thạnh
- Phía bắc giáp Campuchia.

Xã có diện tích 13,21 km², dân số năm 1999 là 2.117 người, mật độ dân số đạt 160 người/km².

## Lịch sử
Trước đây, Bình Tân là một xã thuộc huyện Mộc Hóa, được thành lập vào ngày 4 tháng 4 năm 1989 trên cơ sở tách một phần diện tích và dân số của xã Bình Hiệp.
Từ ngày 18 tháng 3 năm 2013, xã Bình Tân thuộc thị xã Kiến Tường như hiện nay.